# 가와시마 하루나
가와시마 하루나(일본어: 川島 はるな, 1993년 4월 12일 ~ )는 일본의 여자 축구 선수이다.

## 구단 경력
나데시코 리그, WE리그의 베갈타 센다이, 노지마 스텔라 가나가와 사가미하라, 산프레체 히로시마 레지나에서 활동했다.

## 국가대표팀 경력
그녀는 2010년 FIFA U-17 여자 월드컵에 참가할 일본 U-17 국가대표팀에 발탁되었으며, 6경기에 출전, 준우승에 기여했다.